# Pulau Komba
Pulau Komba är en ö i Indonesien. Den ligger i den sydöstra delen av landet, 1 900 km öster om huvudstaden Jakarta. Arean är 5,6 kvadratkilometer.
Terrängen på Pulau Komba är kuperad. Öns högsta punkt är 715 meter över havet. Den sträcker sig 3,1 kilometer i nord-sydlig riktning, och 3,0 kilometer i öst-västlig riktning.